# Widuchowa
Widuchowa (deutsch Fiddichow) ist ein Dorf (von 1347 bis 1945 eine Stadt) in der polnischen Woiwodschaft Westpommern.
Das Dorf bildet mit weiteren Dörfern die Gmina Widuchowa, eine Landgemeinde im Powiat Gryfiński (Greifenhagener Kreis).

## Geographische Lage

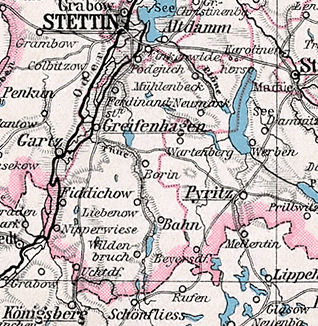
Fiddichow südsüdwestlich von Stettin auf einer Landkarte von 1905

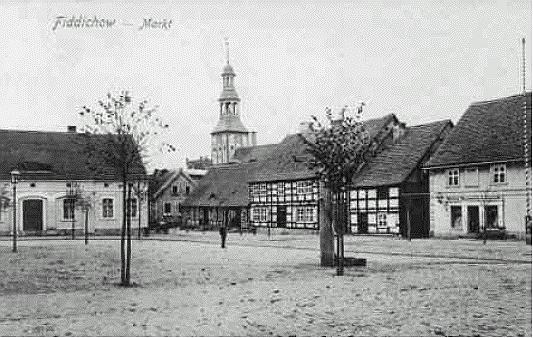
Marktplatz in Fiddichow um 1905

Die Ortschaft liegt in Hinterpommern, etwa 25 Kilometer südlich von Stettin, unmittelbar am östlichen Oderufer. Von dort erstrecken sich die Häuser terrassenförmig den erhöhten Uferhang hinauf. Es gibt keinen direkten Eisenbahnanschluss, denn die Bahnstrecke Stettin–Breslau verläuft vier Kilometer weiter östlich. Gegenüber am westlichen Oderufer liegt in der Bundesrepublik Deutschland die Stadt Schwedt/Oder, zu der es 15 Kilometer südlich einen Grenzübergang gibt.

## Geschichte

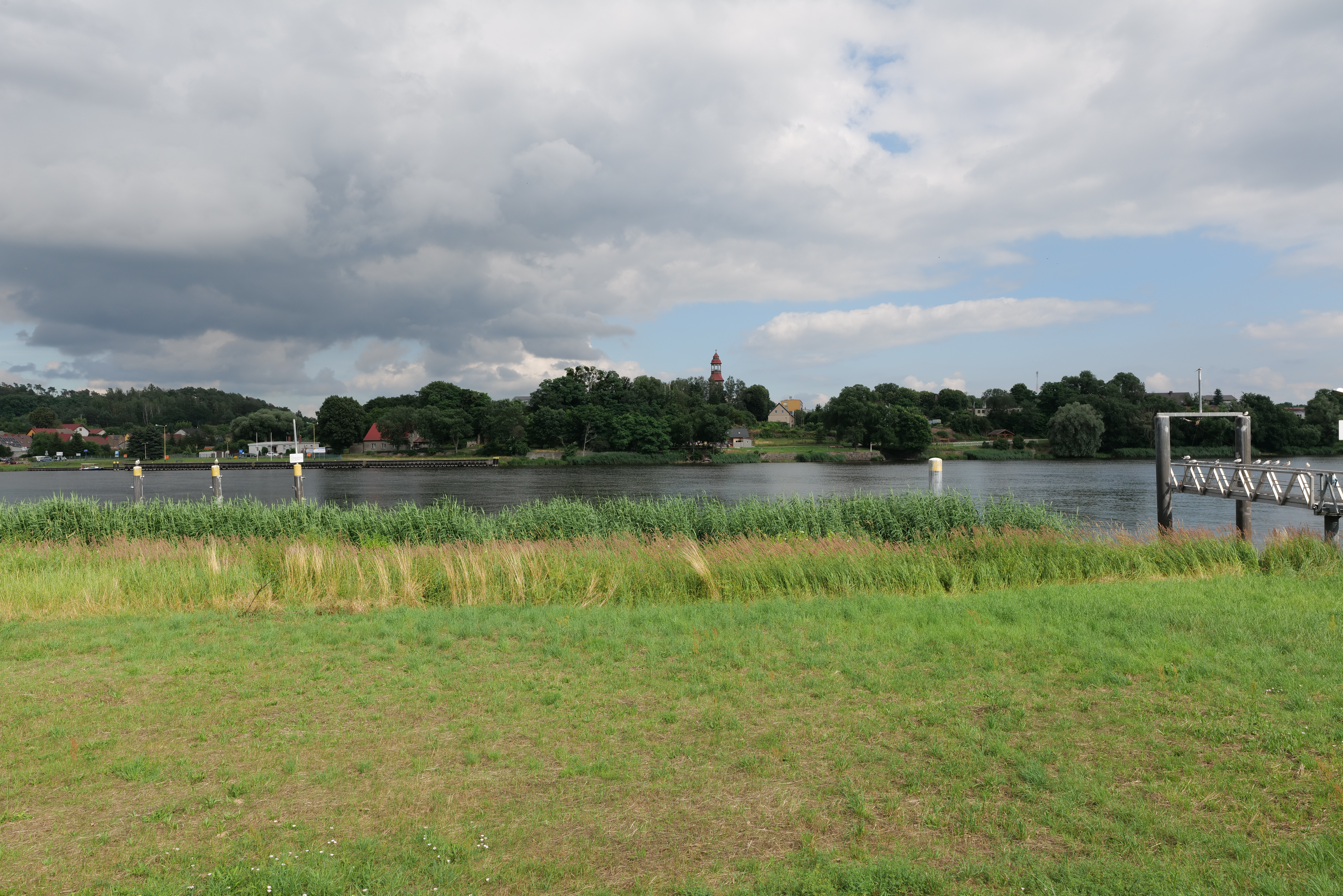
Blick über die Ostoder auf Widuchowa

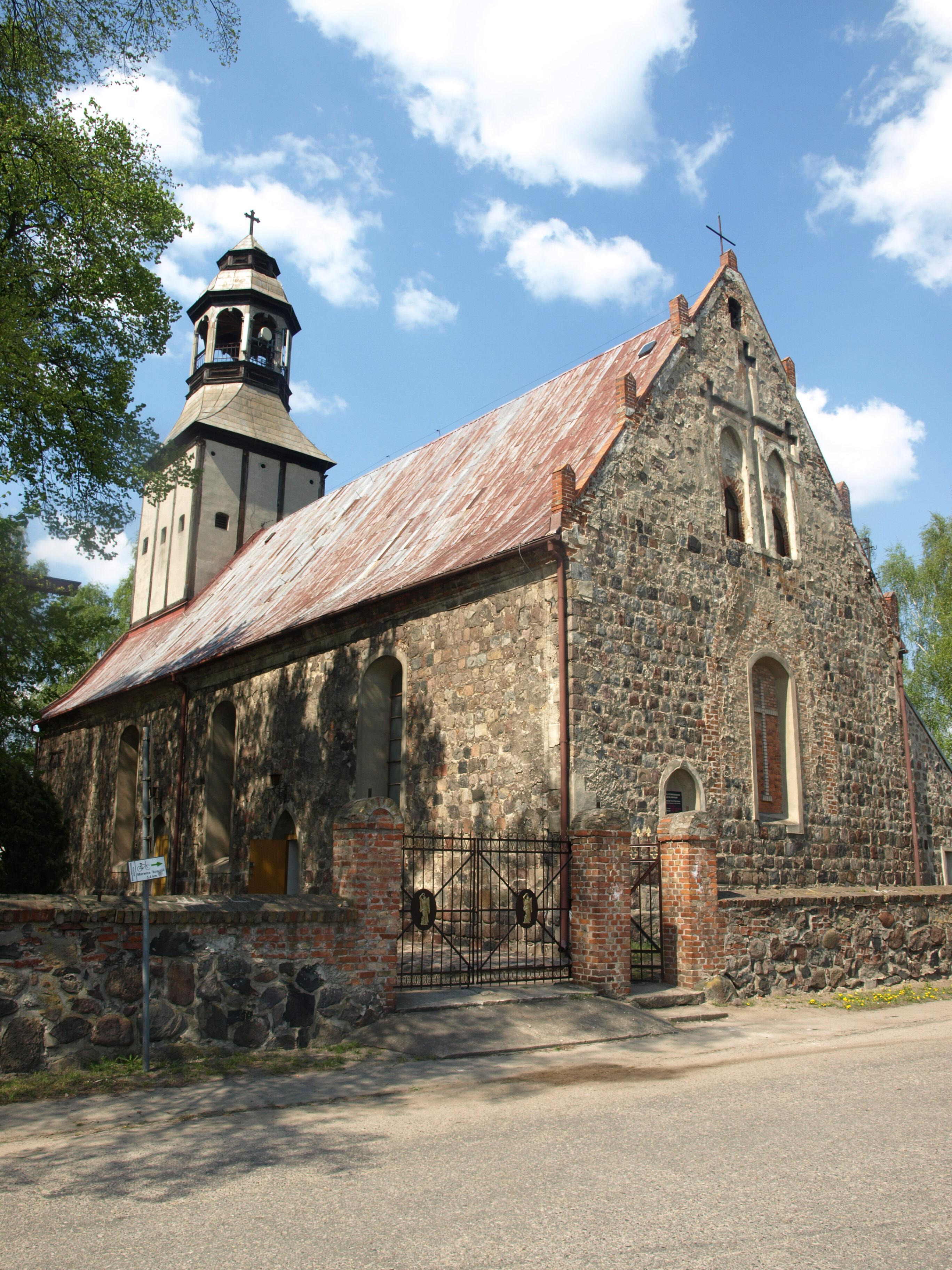
Herz-Jesu-Kirche

Dort wo später Fiddichow entstand, muss schon sehr früh gesiedelt worden sein. Als man 1867 und 1984 Münzfunde machte, befanden sich darunter auch Münzen aus dem 9. und 10. Jahrhundert. Da auch arabische Geldstücke darunter waren, vermutet man an dieser Stelle den Verlauf eines alten Handelsweges. Dass auch Slawen dort gesiedelt haben, wird wegen des Vorhandenseins einer wendischen Burgwallanlage vermutet.
Von einer an der Oder gelegenen Burg Uiduchoua (nach Brüggemann vielmehr castrum Viduchous) ist in einer Urkunde von 1159 die Rede, mit der Bischof Adalbert von Pommern dem Kloster Grobe auf Usedom ein Drittel der Einnahmen der Burg zusichert. Hundert Jahre später wird als Burgherr der Ritter Burchard von Vehlefanz genannt. Zu dieser Zeit muss es schon eine Siedlung mit Marktgerechtigkeit gegeben haben, denn für 1283 wird vermerkt, dass der Flecken Fiddichow auf Veranlassung des pommerschen Herzogs Bogislaw IV. seine Marktrechte an die Stadt Greifenhagen abtreten musste. Durch diese Maßnahme wurde die Entwicklung des Ortes offensichtlich gehemmt, denn erst am 17. April 1347, fast ein Jahrhundert nach der ersten Welle der pommerschen Stadtgründungen verlieh Herzog Barnim III. Fiddichow das Magdeburger Stadtrecht. Doch auch danach spielte die Stadt eine untergeordnete Rolle und befand sich in den folgenden Jahrhunderten als sogenannte Mediatstadt im wechselnden Besitz adliger Familien. Das führte unter anderem auch dazu, dass Fiddichow 1478 durch teilweisen Verkauf zur einen Hälfte unter pommerschem und zur anderen Hälfte unter brandenburgischem Lehen stand.
Als Folge des Dreißigjährigen Krieges kam Fiddichow zu Schwedisch-Pommern. Der Krieg hat die Stadt schwer getroffen, denn von vormals 936 Einwohnern lebten nur noch wenig mehr als dreißig Menschen dort. Fiddichow gehörte zu dem Gebietsstreifen Pommerns, der im Frieden von Saint-Germain (1679) nach dem brandenburgisch-schwedischen Krieg von Schweden an Brandenburg abgetreten wurde. Zu Beginn des 18. Jahrhunderts errichtete der damalige Stadtherr Hildebrand Magnus von Wulffen auf dem Amtsberg ein aufwändiges Schloss, das ihn in den finanziellen Ruin steuerte. Als 1725 der Markgraf Friedrich Wilhelm von Schwedt Fiddichow erwarb, ließ er das Wulffensche Schloss wieder abreißen, angeblich weil es seinem Schwedter Schloss zu ähnlich war.
Mit dem Erwerb durch das preußische Königshaus 1788 endete die Privatherrschaft über Fiddichow, und endlich erlebte die Stadt einen Aufschwung. Mit Brauereien und einer Zuckerfabrik begann eine zunächst bescheidene Industrialisierung, die mit der Etablierung von zuletzt drei Rohrmattenfabriken dafür sorgte, dass sich die Einwohnerzahl von 853 im Jahre 1794 auf 3.010 im Jahre 1864 steigerte. Der fehlende Eisenbahnanschluss wurde durch den regen Frachtverkehr auf der Oder ausgeglichen. Bis in das 20. Jahrhundert hinein blieb Fiddichow jedoch auch eine Ackerbürgerstadt mit mehr als 60 Landwirten. Ein wichtiger Wirtschaftszweig war neben Ackerbau und Viehzucht die Fischerei mit ergiebigem Neunaugen-Fang. Am Anfang des 20. Jahrhunderts hatte Fiddichow eine evangelische Kirche und war Sitz des Amtsgerichts Fiddichow; es gab u. a. eine Zuckerfabrik, Rohrgewebefabriken und Sägewerke.
Zu Beginn des Zweiten Weltkrieges hatte die Stadt 2496 Einwohner und war damit im Landkreis Greifenhagen hinter der Kreisstadt Greifenhagen, Gartz (Oder) und Bahn die viertgrößte Gemeinde.
Zum Ende des Zweiten Weltkriegs wurde Fiddichow von der Roten Armee erobert und anschließend zusammen mit ganz Hinterpommern – militärische Sperrgebiete ausgenommen – seitens der sowjetischen Besatzungsmacht der Volksrepublik Polen zur Verwaltung überlassen. Es begann danach die Zuwanderung von Polen, Fiddichow wurde das Stadtrecht entzogen, und die Ortschaft wurde in „Widuchowa“ umbenannt. Die einheimische Bevölkerung wurde in der folgenden Zeit von der polnischen Administration aus Fiddichow vertrieben. 1947 lebten nur noch rund 600 Menschen in dem Ort.

## Bauwerke
Herz-Jesu-Kirche, im romanischen Stil im 13. Jahrhundert am Ufer der Oder auf einem rechteckigen Grundriss einschiffig ohne Chor mit einem Turm an der Westseite und der gleichen Breite wie das Kirchenschiff errichtet. Die Wände der Kirche bestehen aus sorgfältig bearbeiteten Granitquadraten, die in regelmäßigen Schichten verlegt sind. Alle Fassaden haben einen diagonal profilierten Sockel auf der Höhe des dritten Viertels, der bis zu den Laibungen der Portale reicht, und ein profiliertes Gesims. An der Nordseite ist eine Sakristei mit einem Pultdach angebaut, die mit einem halben Tonnengewölbe bedeckt ist. Die Kirche ist mit einer Holzdecke bedeckt und hat ein Satteldach aus Blech. Der östliche Giebel hat eine Blende in Form eines Kreuzes, unter dessen Armen sich zwei Blenden mit scharfen Bögen befinden. Darunter befindet sich ein zugemauertes großes Fenster mit Spitzbögen. Der Ostgiebel ist mit gleichmäßig verteilten Zinnen abgeschlossen. Auf der Nord- und Südfassade sind Reste ursprünglicher Fenster mit schmalen, durch einen scharfen Bogen verschlossenen Fensterbögen zu sehen. Wahrscheinlich wurden sie während des Wiederaufbaus im 18. Jahrhundert zugemauert und durch große, heute noch bestehende Fenster ersetzt. An der Südfassade befinden sich zwei Portale aus Granit mit Spitzbögen. Das Hauptportal der Kirche befindet sich an der Westfassade des Turms. Es wurde aus Granitblöcken und -keilen gebaut und mit einem scharfen Bogen ohne Schlussstein geschlossen. Das auf rechteckigem Grundriss errichtete Turmmassiv ist nur bis zur Höhe der Wände des Kirchenschiffs erhalten. Der oberen quadratische Teil des Turms besteht aus Fachwerk und ist von einer Laterne mit barocker Kuppel gekrönt. Von der Reformation bis 1945 evangelisch ist die Kirche seitdem katholisch.
Zur Ausstattung der Kirche gehören ein Kanzelaltar aus dem Jahr 1725, Kirchenbänke und eine Chorempore aus dem 19. Jahrhundert, Glocken aus den Jahren 1703 und 1787, ein Taufbecken aus der ersten Hälfte des 19. Jahrhunderts, ein Kruzifix und ein Ölgemälde (Trauer um Christus) aus dem 19. Jahrhundert.

### Demographie
| Jahr | Einwohner | Anmerkungen                                                         |
| ---- | --------- | ------------------------------------------------------------------- |
| 1740 | 514       | [ 6 ]                                                               |
| 1782 | 948       | [ 6 ]                                                               |
| 1802 | 1193      | [ 7 ]                                                               |
| 1810 | 1331      | [ 7 ]                                                               |
| 1816 | 1336      | davon 1305 Evangelische und 31 Juden; zwei Lehrkräfte               |
| 1817 | 1466      | [ 6 ]                                                               |
| 1821 | 1581      | in 173 Privatwohnhäusern                                            |
| 1822 | 1619      | [ 6 ]                                                               |
| 1867 | 3004      | am 3. Dezember                                                      |
| 1871 | 2813      | am 1. Dezember, davon 2771 Evangelische, zwölf Katholiken, 30 Juden |
| 1875 | 2872      | [ 9 ]                                                               |
| 1880 | 2931      | [ 9 ]                                                               |
| 1900 | 2780      | [ 5 ]                                                               |
| 1910 | 2682      | am 1. Dezember, im Gutsbezirk Fiddichow 171 Einwohner               |
| 1925 | 2357      | [ 9 ]                                                               |
| 1933 | 2547      | [ 9 ]                                                               |
| 1939 | 2496      | [ 9 ]                                                               |

| Jahr      | 2008 | 2010 |
| --------- | ---- | ---- |
| Einwohner | 1354 | 1551 |

### Söhne und Töchter des Ortes
- Colmar Baehr (1834–1894), deutscher Opernsänger
- Martin Klamroth (1855–1890), deutscher Gymnasiallehrer, Arabist und Mathematikhistoriker
- Friedrich Salis (1880–1914), deutscher Historiker und Hochschullehrer
- Karl Kleikamp (1894–1952), deutscher Jurist und Politiker (SPD)
- Gustav Kleikamp (1896–1952), deutscher Marineoffizier, zuletzt Vizeadmiral
- Otto Graff (1915–1997), deutscher Maler

## Gmina Widuchowa

### Allgemeines
Die Landgemeinde Widuchowa umfasst ein Gebiet von etwas mehr als 200 km² und zählt 5500 Einwohner. Sie liegt an der Oder im Nationalpark Unteres Odertal am Westrand der Pommerschen Seenplatte. Nachbargemeinden sind:
- auf deutscher Seite die Stadt Schwedt/Oder im Landkreis Uckermark, und
- auf polnischer Seite die Gemeinden Banie (Bahn), Chojna (Königsberg/Neumark) und Gryfino (Greifenhagen), alle im Powiat Gryfiński (Kreis Greifenhagen).

### Einwohnerzahlen
| Jahr | Einwohnerzahl |
| ---- | ------------- |
| 1995 | 5688          |
| 1997 | 5710          |
| 1999 | 5733          |
| 2001 | 5642          |
| 2003 | 5648          |
| 2005 | 5571          |

### Verkehr
Die Gmina Widuchowa liegt an der Landesstraße 31, die Stettin mit Słubice (Frankfurt (Oder)) verbindet, außerdem besteht über die Woiwodschaftsstraße 122 eine Verbindung sowohl nach Schwedt/Oder als auch in die Nachbarkreisstadt Pyrzyce (Pyritz).
Widuchowa ist Bahnstation an der Bahnstrecke Wrocław–Szczecin.

### Gemeindegliederung
Zur Gmina Widuchowa gehören 21 Ortschaften, die 14 Ortsteilen („Schulzenämter“) zugeordnet sind.

#### Schulzenämter
| - Bolkowice (Wilhelmsfelde) - Czarnówko (Klein Zarnow) - Dębogóra (Brusenfelde) - Kłodowo (Kladow) - Krzywin (Kehrberg) - Lubicz (Lindow) - Marwice (Marwitz) | - Ognica (Nipperwiese) - Pacholęta (Pakulent) - Polesiny (Jägersfelde) - Rynica (Roderbeck) - Widuchowa (Fiddichow) - Żarczyn (Groß Schönfeld) - Żelechowo (Selchow) |

#### Übrige Ortschaften
Kiełbice (Kolbitz), Krzywinek (Oberförstereigehöft Kehrberg), Lubiczyn (Obervorwerk), Pąkowo (Pankows Hof), Radoszki (Schenksruh), Tarnogórki (Stephanshöhe), Widuchówko (Försterei Fiddichow) und Wilcze (Vorwerk Wilhelmswalde).

### Gemeindepartnerschaften
- Penkun, Deutschland (Mecklenburg-Vorpommern), seit 2005
- Gehrde, Deutschland (Niedersachsen)